# HANTRU-1
HANTRU-1 はクェゼリン環礁にあるレーガン試験場とグアムを結ぶ海底ケーブルシステム。米軍は1億ドルの資金を供給した。マーシャル諸島とミクロネシア連邦は3000万ドルでケーブルを延長することになった。ケーブルの上陸地点は以下である。
- グアム
- ポンペイ, ミクロネシア連邦
- レーガン試験場、クェゼリン
- エバイ、クェゼリン
- マジュロ、マーシャル諸島

名前の由来はオーナーであるハノン・アームストロング・キャピタル (Hannon Armstrong Capital) LCCとオペレーターであるトゥルーストーン (Truestone) LCCからである。専用のミクロネシアの光ファイバのペアは16個の10ギガビット波長を伝送する究極の能力を持っている。HANTRU-1の延長は2010年3月に完了した。完成以前はこれらの島嶼国の接続は、衛星通信を利用してのみ可能であった。